# Tchardakliya
Tchardakliya (en macédonien Чардаклија) est un village de l'est de la Macédoine du Nord, situé dans la municipalité de Chtip. Le village comptait 922 habitants en 2002.

## Démographie
Lors du recensement de 2002, le village comptait :
- Macédoniens : 839
- Valaques : 41
- Turcs : 22
- Roms : 10
- Serbes : 2
- Autres : 8